# IJ
IJ (в нижньому регістрі ij) — диграф літер «i» та «j». Трапляється в нідерландській мові; іноді вважається лігатурою або навіть окремою буквою алфавіту (хоча в більшості шрифтів, що мають окремий символ «ĳ», дві складові літери не з'єднані, а залишаються двома окремими знаками, лише трохи наближеними один до одного).
У письмовій нідерландській мові ij зазвичай зображує дифтонг [ɛi].
У літературному стандарті нідерландської мови, як і в більшості нідерландських діалектів, дифтонг [ɛi] може записуватись двома способами: «ij» та «ei». Це створює проблеми для школярів, які змушені заучувати переліки слів, що повинні писатись із «ij» або «ei». Для розрізняння між ними сполучення «ij» називають «довгим ij» (нід. lange ij), а «ei» — «коротким ei» (korte ij), або просто позначають як «E — I». «Довгою» у цьому випадку є, імовірно, літера «j», що продовжується униз за базову лінію письма, а не довгота звуку, позаяк обидва сполучення вимовляються цілком однаково.
Утім, деякі діалекти нідерландської мови, зокрема нижньосаксонський, західнофламандський і зеландський, зберігають відмінність вимови «ij» та «ei».
«IJ» не еквівалентне літері «Y», хоча самі нідерландці часто їх плутають. Поширеною практикою є написання «Y» замість «IJ», принаймні, коли вживаються самі великі літери. Офіційно така практика не схвалюється, але якщо попросити нідерландця прочитати алфавіт, він, скоріше за все, вимовить IJ там, де написано Y. У науковому спілкуванні (наприклад, у математиці), літера «y» також зазвичай вимовляється як «ij».
У нідерландській мові «Y» зустрічається лише у запозичених словах або у старих словах, що зберігають історичне написання. «Y» називається «грецьким ij» (Griekse IJ), «ігреком» (I-grec, запозичення з французької з наголосом на «grec») або «іпсилоном». Однак у мові африкаанс, близько спорідненій із нідерландською, «Y» повністю замінив «IJ». Більше того, голландські іммігранти у США і Канаді зазвичай англізують свої прізвища шляхом заміни «IJ» на «Y», що робить їх звичнішими для місцевого населення; таким чином, наприклад, Spijker перетворюється на Spyker.

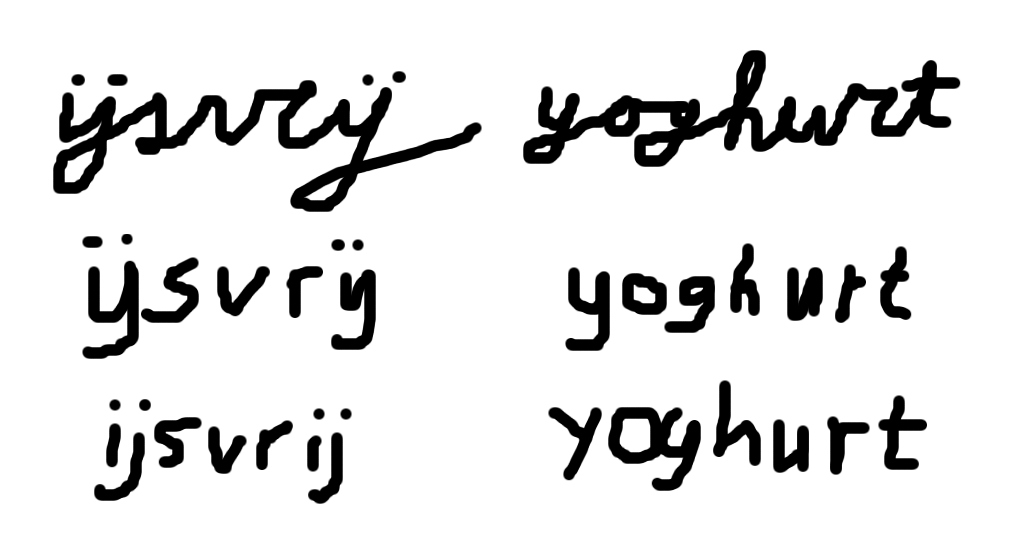
Слова «» (незамерзаючий) і «» (йогурт) у різних варіантах рукописного написання.

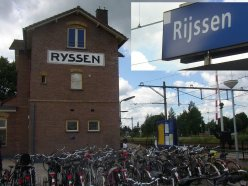
Назва залізничної станції

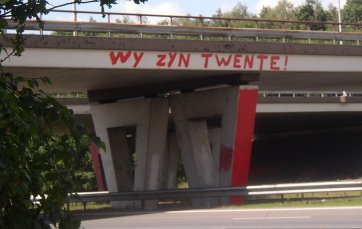
На цьому графіті замість «IJ» написано «Y» (в нормативному написанні)

## Історія
«IJ», імовірно, виникло з подвоєного «ii», яке позначало довгий звук [i:]; «IJ» іноді позначає цей звук і зараз (у кількох нідерландських діалектах і деяких словах стандартної мови, зокрема, bijzonder — особливий). В середньовіччі літера «i» писалася без крапки угорі, і сполучення «ii» через це було схоже на «u». Для того, щоб їх розрізнити, другу «i» почали подовжувати униз. Пізніше над обома літерами почали додавати крапки (але не у близькоспорідненому африкаансі, в якому сполучення «ij» було повністю витіснене літерою «y»).
Згідно з іншою теорією «ij», навпаки, могло виникнути з «y», яка рукописно писалася двома штрихами. Починаючи з якогось моменту (приблизно XV або XVI сторіччя) цю букву почали читати як лігатуру «ij». Цій теорії суперечить той факт, що навіть у тих рукописних шрифтах, де кожна буква пишеться окремо і не з’єднується із сусідніми, «ij» звичайно пишеться злитно, як єдиний знак.
Через деякий час після появи нової літери звук, який вона позначала, стали у більшості випадків читати так само, як «ei», але слова з нею продовжили записувати як раніше. Зараз у переважній більшості нідерландських слів «ij» позначає дифтонг [ɛi], за винятком суфіксу «-lijk», де воно читається як нейтральний голосний [ə]. В одному особливому випадку, а саме у слові bijzonder, історичне [i:] є правильною стандартною вимовою, хоча поширеніше коротке [i]; [ɛi] також не вважається грубою помилкою.

## Статус

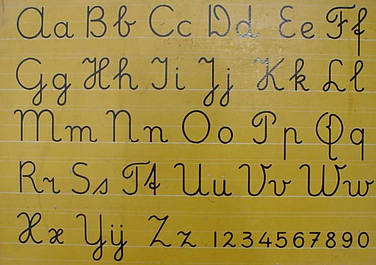
Шкільний плакат із зображенням букв нідерландського алфавіту, який використовується у Нідерландах. Останні три літери — Xx IJij Zz.

Літера «IJ» загадкова не тільки для іноземців; довкола неї точаться дискусії і серед носіїв нідерландської мови, оскільки реальне її використання у Нідерландах і Фландрії різниться, при цьому дещо відхиляючись від офіційних рекомендацій.

### Офіційний статус
Словник «Van Dale Handwoordenboek Hedendaags Nederlands» визначає «ij» як «буквений символ», який складається з двох знаків «i», другий з яких подовжений. Спілка нідерландської мови (офіційна регулююча організація) , як і громадська Спілка нашої мови (Genootschap Onze Taal) вважають «ij» диграфом, складеним з літер «i» і «j».

### Нідерланди
У Нідерландах «IJ» зазвичай вважається окремою буквою.
- У нідерландській початковій школі вчать, що «ij» є 25-ю буквою алфавіту.
- У Нідерландах, при написанні з великої літери (капіталізації) слова, що починається з «ij», «J» пишеться великою разом із «I»: IJsselmeer, IJmuiden.[4]
- На старих друкарських машинках існує окрема клавіша для друкування «ij» (лігатура займала таку ж ширину, як і будь-яка одиночна літера). Однак на сучасних комп’ютерних клавіатурах такої клавіші немає.
- У кросвордах «ij» займає єдину клітинку.
- Авторитетна енциклопедія Winkler Prins вважає «IJ» 25-ю буквою нідерландського алфавіту, поміщуючи її між «X» і «Z».

### Фландрія
У Фландрії «IJ» зазвичай вважається двома буквами.
- У фламандських початкових школах вчать, що «ij» складається з двох літер.
- При капіталізації слова, що починається з «ij», у Бельгії зазвичай пишуть великою тільки «I»: Ijzer, Ijzeren Rijn. Однак така практика не дуже поширена і нормою вважається капіталізація всього диграфа.
- Інші буквосполучення, такі як «ou», «au», «eu», «ui» окремими буквами не вважаються. Навіть лігатури, такі, як французьке «œ», вважаються сполученням двох літер.

## Вжиток

### Капіталізація

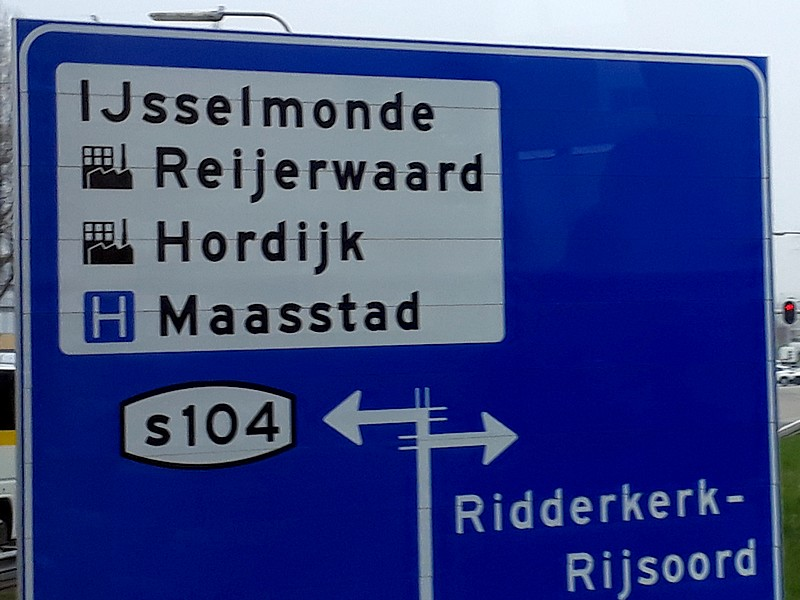
Дорожній покажчик у районі Роттердама з капіталізованим диграфом IJ на початку слова.

При запису з великої букви нідерландського слова, яке починається з «ij», весь диграф записується великими літерами: IJsselmeer, IJmuiden, IJsland.
У Фландрії це правило виконується не так строго, і тут може зустрітися написання на зразок Ijzer. Хоча таке написання не є нормативним, такий спосіб капіталізації можна побачити досить часто навіть на офіційних дорожніх знаках та покажчиках.
Багато програмного забезпечення з автоматичним виправленням орфографії замінюють у капіталізованому «IJ» літеру «J» на «j», що призводить до частого помилкового вживання сполучення «Ij» у текстах, підготовлених за допомогою таких програм.

### Алфавітне сортування
Починаючи з 1850 року нідерландські словники при сортуванні поміщують «ij» між «ih» і «ik». Цей спосіб сортування схвалюється Мовним союзом (Nederlandse Taalunie — офіційна організація регуляції нідерландської мови).
З іншого боку, деякі авторитетні енциклопедії, як-от 7-е видання Winkler Prins, сортують «ij» як єдину букву, яка розташована між «x» і «z».
Телефонні довідники у Нідерландах (але не у Бельгії) сортують «ij» та «y» так, якби вони були одною й тою же самою буквою, яка розташована між «x» і «z». Через це, наприклад, прізвища Bruijn та Bruyn, які однаково вимовляються і навіть схожі на вигляд, розташовуються у алфавітному довіднику поруч. Однак прізвище Bruin, яке вимовляється так само, треба шукати в іншому місці.

### Абревіатури
Коли слова або імена скорочуються до ініціалів (перших літер), нідерландське слово, що починається з «IJ» скорочується до «IJ». Наприклад, «IJsbrand Eises Ypma» буде скорочено до «IJ. E. Ypma».

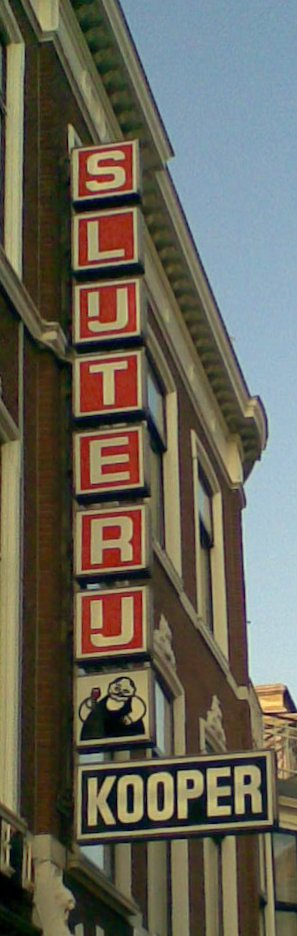
На цій вивісці винної крамниці (slijterij) диграф «IJ» має таку ж ширину, як і будь-яка інша одиночна літера. «I» розміщується над нижньою частиною «J» щоб підкреслити єдність лігатури. Однак така практика не є нормативною, і на інших вивісках можна зустріти і цілком окреме написання складових частин диграфа.

### Написання розбивкою
Коли слова записуються розбивкою (зі збільшеними інтервалами між буквами), інтервал між літерами у сполучення «IJ» часто, хоча і не завжди, не збільшується: F r a n k r ij k або F r a n k r i j k.
Коли слова записуються вертикально без повороту літер, сполучення «IJ» часто, хоча і не завжди, не розбивається.
| F r a n k r ij k | або: | F r a n k r i j k |

### Читання по буквах
Слово vrijdag (п’ятниця) може бути прочитано по буквах двома способами залежно від того, чи вважається «ij» єдиною буквою:
- V — R — IJ — D — A — G, або
- V — R — I — J — D — A — G

### Фонетичний алфавіт
У нідерландському фонетичному алфавіті для позначення «IJ» є спеціальне кодове слово IJmuiden. Літеру «Y» при цьому позначає окреме кодове слово Ypsilon.

### Кросворди та ігри у слова
У кросвордах та телевізійних шоу з відгадуванням слів (наприклад, Lingo) «IJ» вважається окремою буквою, яка заповнює одну клітинку. «IJ» та «Y» вважаються окремими буквами. В інших іграх правила можуть бути дещо іншими.
У нідерландській версії гри Scrabble букві «Y» відповідає цифра 8. Більшість гравців користуються вісімкою для позначення як «IJ», так і «Y». До складу новіших ігрових комплектів входить зразкова гра, яка явно показує, що «Y» — це лише власне літера «Y», а «IJ» повинна складатись з окремих літер «I» і «J».
В іграх, в яких повинні розрізнятись голосні та приголосні, «IJ» вважається голосним, якщо взагалі вважається одною буквою. В той же час щодо голосності або приголосності «Y» єдиної думки немає, позаяк «Y» може позначати як голосний звук, так і напівприголосний (у запозичених словах).

### У спорті
Голландський футбольний клуб «Феєнорд» змінив свою назву з «Feijenoord» на «Feyenoord» після того, як досяг перших успіхів на міжнародному рівні. Така зміна була реакцією на те, що багато іноземців неправильно вимовляли назву клубу. При цьому назва округу Фейєнорд у Роттердамі, де базується клуб, зберегла оригінальне написання через «ij». Імена футболістів Йохана Кройфа (Johan Cruijff) і Рууда ван Ністелроя (Ruud van Nistelrooij) в іноземній пресі часто пишуть через «y»: Johan Cruyff та Ruud van Nistelrooy.

## Технічні деталі

### Друковане і рукописне написання

Схожі на вигляд варіанти написання (1) «i» + «j», (2) лігатури «ij», (3) «y» з умлявтом, (4) «y» у шрифті Garamond

В друкованому тексті «ÿ» («у» з умлявтом) і «ij» виглядають дуже різними, але в рукописному написанні більшості носіїв нідерландської мови «ÿ» та «ij», так само як «Y» та «IJ» майже ідентичні. На щастя, оскільки «y» зустрічається лише у запозичених словах, «ÿ» у нідерландській мові зустрічається надзвичайно рідко.

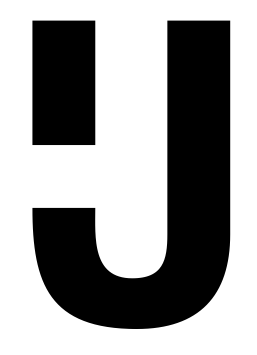
Символ «IJ» верхнього регістра у форми характерного «розірваного U» у шрифті Helvetica для Omega TeX

На деяких дорожніх знаках у Нідерландах диграф «ij» зображується єдиним символом, формою схожим на літеру «U» із розірваною лівою рискою.

### Шрифт Брайля
У нідерландському шрифті Брайля «IJ» позначається знаком ⠽, який позначає «Y» у стандартному шрифті Брайля. «Y» записується як ⠠⠽.

### Кодування
«IJ» не входить до стандарту ASCII або будь-якого зі стандартів кодування символів ISO 8859; таким чином диграф найчастіше кодується комбінацією символів «i» і «j». Однак лігатура «IJ» існує у стандарті Unicode у сегменті Latin Extended-A; є символи верхнього (Ĳ, U+0132) і нижнього (ĳ, U+0133) регістрів. В HTML вони можуть бути закодовані відповідно як Ĳ і ĳ. Ці символи були включені до стандарту для зворотної сумісності із застарілими системами кодування; використовувати їх не рекомендується. Навіть якщо Unicode доступний, рекомендується кодувати «ij» двома окремими літерами.

### Клавіатури
Друкарські машинки у Нідерландах зазвичай мають окрему клавішу для друкування знака «ij» в нижньому регістрі, але на бельгійських машинках така клавіша відсутня. У Нідерландах найпоширенішими є клавіатури QWERTY. Частіше за все використовується стандартна американська розкладка (іноді її «міжнародний» варіант), хоча існує спеціальна нідерландська розкладка. У Бельгії найбільше поширення здобув особливий бельгійський варіант клавіатури AZERTY (KBD120). Жодна з цих клавіатурних розкладок не має клавіш для «ij» або «IJ».

## Винятки

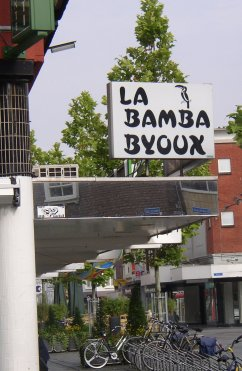
Цей голландський крамар написав замість, імовірно, тому, що не міг собі уявити, що таке характерне нідерландське буквосполучення, як «ij», може зустрітися у французькому слові.

Якщо «i» та «j» належать до різних складів, як, наприклад, у математичному терміні «bijectie» (по складам bi-jec-tie, бієкція), то вважається, що вони не створюють ні лігатури, ні єдиної букви. Таких слів не стосуються вищезазначені правила щодо алфавітного сортування, збереження «i» поруч з «j» при друкуванні розбивкою, запису «ij» в одну клітинку кросворду та таке інше.
Комбінація «i»+«j» може існувати і в інших мовах, але в іноземних словах «ij» також не вважається єдиною буквою. У Нідерландах це сполучення в іноземних словах часто плутають із «y». Наприклад, на вивісках деяких голландських крамниць пишуть «byoux» або «byous» замість французького «bijoux» (коштовності).